# Superliga de Eslovaquia 2008-09
La Superliga de Eslovaquia 2008-09 fue la 16.ª edición de la Superliga eslovaca de fútbol. Participaron 12 equipos, y el Slovan Bratislava ganó su quinto campeonato. El goleador fue Pavol Masaryk, del equipo campeón.

## Ascensos y descensos
El FK AS Trenčín descendió después de terminar la última temporada en el 12º y último lugar. Fue reemplazado por el campeón de la Primera Liga de Eslovaquia 2007/08, el Tatran Prešov. También el DAC Dunajská Streda, que fue campeón de grupo occidental de la 3. liga 2007-08, se fusionó con el FC Senec y tomó su lugar en la Superliga.

## Información de los equipos
| Equipo                      | Estadio                               | Capacidad |
| --------------------------- | ------------------------------------- | --------- |
| ŠK Slovan Bratislava        | Tehelné pole                          | 30.085    |
| FC Spartak Trnava           | Štadión Antona Malatinského           | 18.448    |
| FC DAC 1904 Dunajská Streda | Mestský štadión - DAC Dunajská Streda | 16.410    |
| FC Tatran Prešov            | Tatran Štadión                        | 14.000    |
| MŠK Žilina                  | Štadión Pod Dubňom                    | 13.000    |
| FC Nitra                    | Štadión pod Zoborom                   | 11.384    |
| FK Dukla Banská Bystrica    | Štadión SNP                           | 10.000    |
| MFK Košice                  | Štadión Lokomotívy v Čermeli          | 9.600     |
| FC Artmedia Petržalka       | Štadión Petržalka                     | 9.500     |
| MFK Dubnica                 | Štadión Zimný                         | 5.450     |
| MFK Ružomberok              | Štadión MFK Ružomberok                | 4.817     |
| FC ViOn Zlaté Moravce       | Štadión FC ViOn                       | 4.000     |

## Tabla de posiciones
|    | Equipo                   | PJ | PG | PE | PP | GF | GC | DG  | Pts |
| -- | ------------------------ | -- | -- | -- | -- | -- | -- | --- | --- |
| 1  | SK Slovan Bratislava     | 33 | 21 | 7  | 5  | 69 | 25 | +44 | 70  |
| 2  | MŠK Žilina               | 33 | 18 | 8  | 7  | 56 | 26 | +30 | 62  |
| 3  | FC Spartak Trnava        | 33 | 15 | 10 | 8  | 45 | 38 | +7  | 55  |
| 4  | MFK Košice               | 33 | 14 | 10 | 9  | 48 | 42 | +6  | 52  |
| 5  | MFK Ružomberok           | 33 | 12 | 11 | 10 | 48 | 33 | +15 | 47  |
| 6  | FC Artmedia Petržalka    | 33 | 12 | 11 | 10 | 50 | 38 | +12 | 47  |
| 7  | Tatran Prešov            | 33 | 10 | 11 | 12 | 40 | 50 | -10 | 41  |
| 8  | MFK Dubnica              | 33 | 10 | 7  | 16 | 43 | 49 | -6  | 37  |
| 9  | DAC Dunajská Streda      | 33 | 9  | 9  | 15 | 32 | 59 | -27 | 36  |
| 10 | FK Dukla Banská Bystrica | 33 | 9  | 8  | 16 | 30 | 39 | -9  | 35  |
| 11 | FC Nitra                 | 33 | 9  | 8  | 16 | 34 | 53 | -19 | 35  |
| 12 | FK ViOn Zlaté Moravce    | 33 | 5  | 8  | 20 | 21 | 63 | -42 | 23  |

PJ = Partidos jugados; PG = Partidos ganados; PE = Partidos empatados; PP = Partidos perdidos; GF = Goles a favor; GC = Goles en contra; DG = Diferencia de gol; Pts = Puntos
|  | Clasificado a la segunda fase de clasificación de la Liga de Campeones de la UEFA 2009-10  |
|  | Clasificado a la tercera fase de clasificación de la Liga Europea de la UEFA 2009-10       |
|  | Clasificado a la segunda fase de clasificación de la de la Liga Europea de la UEFA 2009-10 |
|  | Clasificado a la primera fase de clasificación de la de la Liga Europea de la UEFA 2009-10 |
|  | Descendido a la Primera Liga de Eslovaquia 2009-10                                         |

## Goleadores
| Pos. | Nac.                  | Jugador        | Equipo               | Goles |
| ---- | --------------------- | -------------- | -------------------- | ----- |
| 1°   | Bandera de Eslovaquia | Pavol Masaryk  | ŠK Slovan Bratislava | 15    |
| 2°   | Bandera de Eslovaquia | Miloš Lačný    | MFK Ružomberok       | 12    |
|      | Bandera de Eslovaquia | Ján Novák      | MFK Košice           | 12    |
| 4°   | Bandera de Brasil     | Adauto         | MŠK Žilina           | 11    |
|      | Bandera de Camerún    | Léonard Kweuke | DAC Dunajska Streda  | 11    |